# Campeonato Africano de Atletismo de 2024 - Arremesso de peso feminino
A prova do arremesso de peso feminino do Campeonato Africano de Atletismo de 2024 foi disputada no dia 24 de junho, no Estádio de Japoma, em Duala, nos Camarões.

## Recordes
Antes desta competição, os recordes mundiais e do campeonato nesta prova eram os seguintes:
|                       | Nome               | Nacionalidade   | Distância | Local      | Data                |
| --------------------- | ------------------ | --------------- | --------- | ---------- | ------------------- |
| Recorde mundial       | Natalya Lisovskaya | União Soviética | 22m 63cm  | Moscou     | 7 de junho de 1987  |
| Recorde do campeonato | Vivian Chukwuemeka | Nigéria         | 18m 86cm  | Porto Novo | 1 de julho de 2012  |
| Recorde africano      | Vivian Chukwuemeka | Nigéria         | 18m 43cm  | Walnut     | 19 de abril de 2003 |

## Medalhistas
| Ouro                 | Prata               | Bronze            |
| Ashley Erasmus (RSA) | Miné De Klerk (RSA) | Colette Uys (RSA) |

## Cronograma
Todos os horários são locais (UTC+1).
| Data        | Hora  | Evento |
| ----------- | ----- | ------ |
| 24 de junho | 16:45 | Final  |

## Resultado final
A final ocorreu dia 24 de junho às 16:45.
| Posição           | Atleta                   | Nacionalidade | #1    | #2    | #3    | #4    | #5    | #6    | Resultado | Notas            |
| ----------------- | ------------------------ | ------------- | ----- | ----- | ----- | ----- | ----- | ----- | --------- | ---------------- |
| Medalha de ouro   | Ashley Erasmus           | África do Sul | 16.41 | 18.17 | 16.66 | 16.83 | 16.79 | 18.02 | 18.17     | Recorde nacional |
| Medalha de prata  | Miné De Klerk            | África do Sul | 16.41 | 14.07 | x     | 16.89 | 17.09 | x     | 17.09     |                  |
| Medalha de bronze | Colette Uys              | África do Sul | 16.04 | 15.77 | 16.28 | 15.94 | x     | x     | 16.28     |                  |
| 4                 | Annie Nabwe              | Libéria       | x     | x     | 14.67 | 16.01 | 15.38 | 14.97 | 16.01     |                  |
| 5                 | Frédéric Lemongo Nkoulou | Camarões      | 14.71 | 14.49 | 14.14 | 14.44 | 15.16 | x     | 15.16     |                  |
| 6                 | Carine Mekam             | Gabão         | x     | 14.71 | 14.55 | 14.59 | 14.67 | x     | 14.71     |                  |
| 7                 | Nora Monie               | Camarões      | 14.00 | 14.25 | x     | 13.83 | x     | 14.52 | 14.52     |                  |
| 8                 | Nassira Koné             | Mali          | 12.92 | 12.21 | 12.73 | 11.90 | 12.29 | 12.34 | 12.92     |                  |
| 9                 | Aynalem Negash           | Etiópia       | 10.51 | 11.23 | 10.95 |       |       |       | 11.23     |                  |
| 10                | Merhawit Tsehaye         | Etiópia       | 10.33 | 10.29 | 9.54  |       |       |       | 10.33     |                  |
| 99                | Nada Charoudi            | Tunísia       |       |       |       |       |       |       | DNS       |                  |

Legenda
| Recorde mundial       | Recorde mundial (World record)               |                       | Recorde africano                      | Recorde africano (African) |                                           | Q | Classificado por posição (Qualified) |
| Recorde do campeonato | Recorde do campeonato (Championship record)  | Recorde da América    | Recorde da América (Americas)         | q                          | Classificado por melhor tempo (Qualified) |   |                                      |
| Melhor marca do ano   | Melhor marca do ano (World leading)          | Recorde asiático      | Recorde asiático (Asian)              | DNS                        | Não largou (Did not start)                |   |                                      |
| Recorde nacional      | Recorde nacional (National record)           | Recorde europeu       | Recorde europeu (European)            | DNF                        | Não terminou (Did not finish)             |   |                                      |
| Recorde pessoal       | Recorde pessoal do atleta (Personal best)    | Recorde da Oceania    | Recorde da Oceania (Oceania)          | DSQ / DQ                   | Desclassificado (Disqualified)            |   |                                      |
| Recorde da temporada  | Recorde da temporada do atleta (Season best) | Recorde sul-americano | Recorde sul-americano (South America) | NM                         | Sem marca (No mark)                       |   |                                      |